# アナトール・マレー
ジュール・T・アナトール・マレー（Jules T. Anatole Mallet、1837年5月23日 - 1919年10月10日）は、スイスの技術者で、当時最も成功していた蒸気機関車の設計者であった。

## 概要
マレーはパリのエコール・サントラル・パリで学び、後に港湾設備、中でもスエズ運河に関するものの設計と製作を始めた。1867年に彼は初めて蒸気機関の製作に取り組み、複式機関を考え出した。彼は複式機関の原理を蒸気機関車にも適用しようとした。同年、機関車の始動時に一時的に低圧シリンダーにも高圧蒸気を直接送り込んで始動を助ける装置に関する初めての特許を取得した。1908年エリオット・クレッソン・メダル受賞。

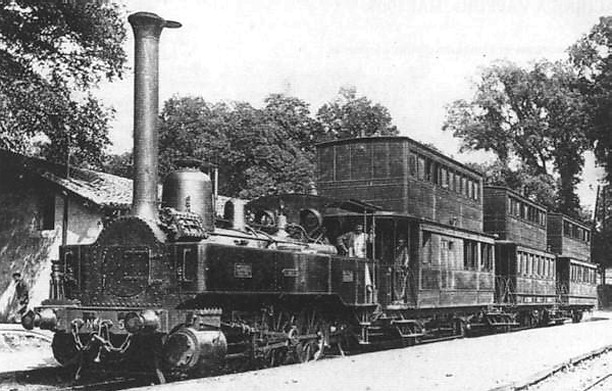
バヨンヌ-ビアリッツ鉄道向けの最初の複式機関車

マレーがバヨンヌ・ビアリッツ鉄道 (Bayonne-Biarritz) で2両の2シリンダー複式タンク機関車を1877年に運用開始すると、大きな反響を引き起こした。この複式機構によって走行した機関車は、高圧シリンダーと低圧シリンダーの出力の差が完全には調整されていなかったために走りに不安がもたれていたが、予想以上に高速で走った。しかしマレーは、当時の鉄道会社に複式機関の採用を納得させることができなかった。高圧シリンダーと低圧シリンダーの組み合わせを改良したものを開発したが、機械の複雑さが大半の鉄道会社に採用をためらわせることになった。後に開発された過熱式蒸気機関車の方が、複式蒸気機関車に比べて、エネルギー効率を高めるより良い方法として用いられた。

## マレー式機関車の開発
狭軌の鉄道の建設が増えたことにより、マレーの新たな活動分野が開かれることになった。こうした鉄道では、狭軌の線路に存在する急曲線が許容するよりもより強力で大型の機関車を必要としていた。こうした鉄道で用いることができる手段は関節式機関車だけであると考えられた。その時点で既にフェアリー式機関車やメイヤー式機関車などの関節式機関車が広まっていた。関節式機関車の各走り装置は柔軟な接続管で蒸気の供給を受けるようになっていたが、この点は常にこの種の機関車の弱点となっていた。マレーはこうした設計の代わりに、2つの走り装置のうち煙室の下に位置する先頭側の走り装置のみが首を振る設計を開発した。
マレーの設計がフェアリーやメイヤーの方式と本質的に異なるのは、複式機関を採用している点である。ボイラーから出てきた生蒸気はまず車体に固定された走り装置にある高圧シリンダーへ送られ、その排気が前側の可動する走り装置にある低圧シリンダーに送られた。低圧シリンダーへつながっている可動式の蒸気管には、ボイラーからの生蒸気に比べれば低い圧力がかかることになるので取り扱いやすくなった。マレーはこの設計で1884年に特許を取得した。この方式の最初のマレー式機関車は1888年にベルギーでドコービル式の600 mm狭軌鉄道向けに製作され、1889年のパリの博覧会では600万人以上の来場者を輸送した。後に他にもこの方式の狭軌の機関車が製作され、ほとんどは車軸配置B'Bで、固定・可動それぞれの走り装置は2軸のものであった。

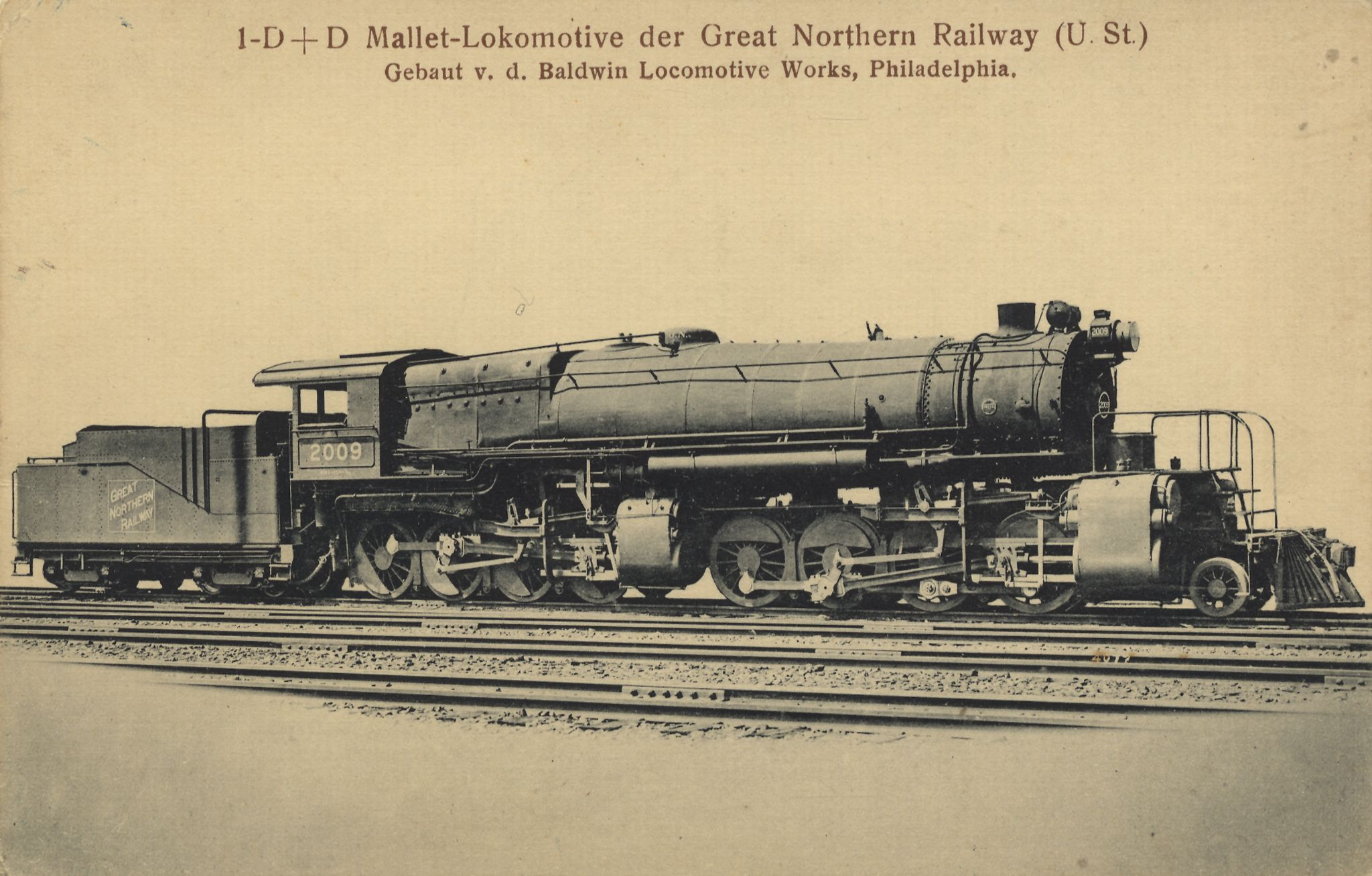
北アメリカのマレー式機関車

1904年にボルチモア・アンド・オハイオ鉄道がアメリカン・ロコモティブに車軸配置C'Cのマレー式機関車を発注し、アメリカ合衆国にマレー式の構造を導入した。1911年の時点でアメリカでは既に500両以上のマレー式が使用されるようになっていた。第一次世界大戦中バージニアン鉄道はマレー式の構造で最先端に立つ独自の設計を行い、車軸配置(1'E)'E1'で低圧シリンダーの直径は48 インチ（約120 cm）にも達した。しかしこうした車両によりマレー式の限界も明らかとなってきた。ボイラーの偏倚（はみ出し）量は大きくなり、また低圧シリンダーはあまりに大きくなりすぎてそれに適した弁を開発することが難しくなった。こうした機関車は低速でしか運転できなかった。後により大型の、やはりマレー式と呼ばれる機関車が開発されたが、2つの走り装置の間で複式機関とする設計は放棄され、どちらの走り装置にも生蒸気が供給されるようになった。他の改良は、標準軌の機関車でより高速を達成するために行われた。マレー式で最大の機関車はアメリカで製作された。
マレー自身はこれらの改良には関わらなかった。なぜなら、彼は複式機関の採用に重点を置いていたからである。1888年頃に彼はラルティーグ式モノレール用の機関車を設計していた。20世紀に入るとマレーはフランス土木技術者協会の年鑑向けに鉄道の機関車に関する記事を書いた大御所としてフランス技術者界で見られるようになった。マレーは、ジョージ・スチーブンソンの時代以降で重要な機関車技術者3人のうちの1つに数えられているにもかかわらず、彼の機械技術者としての成功以外に彼個人のことについてはわずかしか知られていない。